# Tabuleiro
Tabuleiro là một đô thị thuộc bang Minas Gerais, Brasil. Đô thị này có diện tích 211,382 km², dân số năm 2007 là 4061 người, mật độ 22,4 người/km².